# Jean-Guy Moreau
Pour les personnes ayant le même patronyme, voir Moreau.
Jean-Guy Moreau (né le 29 octobre 1943 à Ahuntsic à Montréal, où il est mort le 1er mai 2012) Était un artiste de variétés québécois, essentiellement reconnu pour son travail d'humoriste imitateur.

## Biographie
À vingt ans, il veut se faire céramiste, potier, mais son talent d'humoriste imitateur l'emporte. Au début des années 1960, il fait ses classes dans les boîtes à chansons, en faisant des imitations du mime Marcel Marceau, mais sans grand succès. Il change de formule et se lance dans l'imitation des chansonniers de l'époque (Georges Brassens, Jacques Brel, Gilles Vigneault, Claude Léveillée, entre autres). C'est un ami d'enfance du même quartier que lui, le tout jeune Robert Charlebois, qui le conseille et l'accompagne au piano lors de ses premiers spectacles,,.
En 1977, dans son spectacle Mon cher René, c'est à ton tour!, il salue et parodie le chef du Parti québécois, René Lévesque, qui reste l'un de ses personnages préférés. Une autre de ses imitations les plus célèbres est celle de Jean Drapeau, maire de Montréal. C'est aussi ce rôle qu'on lui assigne dans une série sérieuse sur la politique : Trudeau.
Hospitalisé depuis deux jours dans la région de Montréal, il meurt le 1er mai 2012, à 68 ans,,, des suites d'une insuffisance rénale et cardiaque.
Le fonds d'archives de Jean-Guy Moreau (P919) est conservé au centre BAnQ Vieux-Montréal de Bibliothèque et Archives nationales du Québec.

## Filmographie

### Comme acteur
- 1972 : Le Bleu perdu (voix)
- 1972 : IXE-13 : Jean-Guy Major, Michel Normandin, Narrateur (voix)
- 1973 : Un cheval à toute vapeur (voix)
- 1973 : Y'a toujours moyen de moyenner! : Sam
- 1975 : Confidences de la nuit (L'Amour blessé)
- 1979 : Vie d'ange : Chauffeur de taxi
- 1980 : Le chandail : Commentaire de hockey (voix)
- 1982 : Scandale : Poitras
- 1985 : Le Million tout-puissant
- 1989 : Audition
- 1996 : L'Oreille d'un sourd : Voix à la radio
- 1998 : Réseaux (série TV) : Antoine Brassard
- 2002 : Trudeau (feuilleton TV) : Jean Drapeau
- 2012 : Manigances : Dan Portal

## Discographie

### Albums
- 1965 Jean-Guy Moreau, vol. 1 - Mes amis (?) les chansonniers (Select, SP-12.129)
- 1969 Tsordaffaires (Trans-Canada)
- 1969 Alouette, je t'y plumeray ! (Trans-Canada)
- 1975 Tabaslak! (Disque double, Presqu'île)
- 1975 Les enregistrements secrets du showbusiness québécois (Solo)
- 1977 Mon cher René (Disque double, Presqu'île)
- 2005 De Félix à Desjardins (enregistrement en spectacle au Spectrum, Analekta)
- 2006 Jean-Guy Moreau, mes chansons, ma voix (non distribué en magasin, Productions de l'onde)
- 2012 Un jour je serai un océan (album posthume de raretés et d'inédits, Vu de la lune)

### Simples
- 1968 La même chose – Tsordaffaires (Music-Hall)
- 1969 Alouette – Alouette (Trans-Canada)
- 1969 La balade de Bob Charlebou – C'est dur tout seul (Trans-Canada)
- 1985 Les yeux de la faim – Les yeux de la faim (Fondation Québec-Afrique, projet collectif « Les Yeux de la faim ») (Kébec-Disc, KD-12-1985; Réédition Kébec-Disc, KD-1985)

### Collaborations
- 1967 Terre des Bums (avec Robert Charlebois et Mouffe, Phonodisque)
- 198? Une soirée au cabaret avec Jean-Guy Moreau & Claude Landré (avec Claude Landré, Madacy)
- 1983 Les Expos de Montréal (artistes variés, Gestion son image)
- 1997 Pierre Lalonde : Aujourd'hui (monologue « La leçon de piano de Pierre Lalonde », Disques Mérite)
- 2010 La boîte à chansons (avec Pierre Calvé, Claude Gauthier et Pierre Létourneau, Select)

## Honneurs
- 1988 : Prix Félix du spectacle d'humour de l'année, pour son spectacle solo Chasseur de têtes (1986-1987)[4]
- 2001 : Intronisation au Temple de la renommée du Musée Juste pour rire[11]
- 2005 : Membre de l'Ordre du Canada[12]
- 2008 : Invité d'honneur, Exposition 1001 Visages.